# Dichorisandra amabilis
Dichorisandra amabilis är en himmelsblomsväxtart som beskrevs av Jason Randall Grant. 
Dichorisandra amabilis ingår i släktet Dichorisandra och familjen himmelsblomsväxter. Inga underarter finns listade.